# Kalmans Geheimnis
Kalmans Geheimnis (Left Luggage) ist das Regiedebüt des niederländischen Schauspielers und Regisseurs Jeroen Krabbé und wurde an der 48. „Berlinale“ unter dem Originaltitel „Left Luggage“ im Februar 1998 als Wettbewerbsbeitrag uraufgeführt.
Der Spielfilm basiert auf dem autobiografischen Roman „Twee Koffers Vol“ (Zwei Koffer voll) der niederländischen Autorin Carl Friedman: „‚Zwei Koffer‘ erzählt die Geschichte einer jungen Jüdin, die bei einer streng orthodoxen Familie arbeitet und jüdisches Leben zu begreifen versucht. Zwei kleine Kostbarkeiten zum Thema, was es heißt, ein Jude zu sein: nicht mehr und nicht weniger als Mensch zu sein.“
In den Niederlanden kam der Film am 30. März, in Belgien am 8. April 1998, in Deutschland am 12. August und in der Schweiz am 13. August 1999 erstmals in die Kinos.
Im Free-TV, respektive auf deutschsprachigen Fernsehsendern, wurde „Kalmans Geheimnis“ schon mehrfach ausgestrahlt, letztmals am 13. August 2007 auf SF2, dem heutigen SRF2 (dort sogar im Zweikanalton).
„Kalmans Geheimnis“ ist im Verleih von Polygram Filmed Entertainment und Buena Vista International und hat das FBW-Prädikat „wertvoll“ erhalten.

## Handlung
Während seiner Flucht vor dem nationalsozialistischen Regime in Belgien, vergräbt ein Mann seine ihm persönlich wertvollsten Habseligkeiten und insbesondere familiären Erinnerungsstücke in zwei Koffern, in einem ihm unbekannten Garten in Antwerpen.
Jahre später: Im Antwerpen des Jahres 1972 versuchen Herr Silberschmidt und seine Frau die traumatisierenden Gräuel als Überlebende des Holocausts zu überwinden, im „modernen“ mitteleuropäischen Alltag ihr Leben, so gut es geht, „sinnvoll“ zu gestalten.
Er hat sich äußerlich den frühen 1970er Jahren zwar angepasst, verfällt aber am Jahrestag des Suizids seiner Schwester noch einmal in schwerste Depressionen. Zwanghaft versucht Herr Silberschmidt (wie jedes Jahr), – mit Vorkriegs-Stadtplänen und Schaufel – seine beiden „verlorenen Koffer“ (left luggage) wiederzufinden, was die fragile Beziehung mit seiner Ehefrau und seiner Tochter zusätzlich belastet, ihn zunehmend von seinen Freunden entfremdet.
Frau Silberschmidt verdrängt die Jahre im Konzentrationslager vollständig, redet im Gegensatz zu ihrem Mann niemals darüber, wirkt nach außen hin „fröhlich-gelassen“ – sie versucht den Schein der „Normalität“ aufrechtzuerhalten und die Schreckensjahre auf ihre Weise zu vergessen, indem sie Lebensfreude im Kochen, Kuchenbacken, an indianischer Webkunst, ihren Zimmerpflanzen und dem oberflächlichen Kontakt mit ihren Nachbarn sucht.
Diese Situation nimmt die lebenslustige zwanzigjährige Tochter Chaja notgedrungen als unvermeidliche Realität ihres Elternhauses wahr, die ihr so „ferne“ Vergangenheit ihrer Eltern nicht verstehend, und versucht zu ihnen ein liebevoll-distanziertes Verhältnis durch gelegentliche Besuche aufrechtzuerhalten. Die Philosophiestudentin – von ihren Eltern äußerst liberal erzogen – genießt ihr Leben als moderne junge Frau im Antwerpen der auf die 68er-Bewegung folgenden Jahre, wo sie mit ihrer Freundin Sofie eine Wohnung (und in Einzelfällen auch den Liebhaber) teilt, dankbar, nicht mehr im elterlichen Haushalt leben zu müssen.
Chaja hat zu ihrer jüdischen Herkunft keinen Bezug, verdrängt diese zwar nicht, macht sich aber auch keine Gedanken über die Vergangenheit ihrer Familie, und auf orthodox Lebende blickt sie mit jugendlicher „Arroganz“ hinab.
Auf der Suche nach einer neuen Arbeit, nachdem die temperamentvolle junge Frau wieder einmal eine Arbeitsstelle verloren hat und unter Geldnot leidet, vermittelt ihr Herr Apfelsnitt – Freund und Nachbar ihrer Eltern und für sie ein väterlicher Berater – eine gut bezahlte Arbeitsstelle: Als Kinderbetreuerin und Haushälterin in einem chassidischen Haushalt, bei Familie Kalman, die in einem Antwerpener Quartier mit mehrheitlich Chassidim ihren Traditionen verbunden lebt.
Frau Kalman ist über die sie schockierende Kleidung, die lebenslustige, direkte und provozierende Art von Chaja anfänglich genauso befremdet wie Chaja über die für sie auf den ersten oberflächlichen Blick vermeintlich „rückständige“ Lebensweise der orthodoxen Chassidim. Frau Kalman ist ungeachtet dessen dankbar, eine Hilfe für sich und ihre fünf Kinder (davon zwei Babys) im Haushalt zu haben, mit dem sie sich zunehmend überfordert fühlt, im Bewusstsein, dass Herr Kalman sich kaum mit Chaja abfinden wird.
Chajas erster Arbeitstag wird zum Debakel. Die liberal erzogene junge Frau ist mit den strengen Regeln des orthodoxen Judentums nicht vertraut und macht alles falsch. Der düstere Herr Kalman behandelt sie wie Luft, fühlt sich von der freizügigen Chaja und ihrem respektlosen Begehren provoziert. Schon will Chaja wieder alles hinwerfen, da entdeckt sie das Lächeln des vierjährigen Simcha (Adam Monty): Simcha hat in seinem Leben noch kein Wort gesprochen, obwohl ihm physisch nichts fehlt. Auf seltsame Weise fühlt sich Chaja von dem stillen Jungen angezogen, und ihn wiederzusehen, ist anfänglich der einzige Beweggrund, warum sie auch diese Arbeit nicht gleich zu Beginn wieder aufgibt, entmutigt durch die ihr unverständlichen Traditionen und die ihr fremde Lebensweise der Familie Kalman. Diese lässt die alltäglichen antisemitischen Schikanen des Hauswarts gelassen und mit Gottesvertrauen über sich ergehen, zunehmend aber von der Lebenseinstellung Chajas beeinflusst.
Simcha schließt Chaja genauso schnell ins Herz wie sie ihn, und für beide sind die jeweils vier Nachmittage jeder Woche Stunden, auf die sie sich gleichermaßen freuen, und die sie mit Spaziergängen und dem Füttern der Enten im nahen Park verbringen. Unter ständigen Ängsten vor seinem distanzierten und gestrengen Vater findet Simcha dank Chaja seine Sprache und den Respekt seines Vaters, was gleichermaßen für die Herrn Kalman beständig provozierende „Haushaltshilfe“ gilt, die seine Distanziertheit („Kalmans Geheimnis“), insbesondere Simcha gegenüber, in der ihr eigenen ungestümen Weise offenlegt.
Mit ihrer einfühlsamen Art und lebensbejahenden Einstellung gewinnt Chaja Frau Kalman und die Kinder für sich, nimmt anfänglich Einblick in ihren Alltag, und mit der Zeit wird sie Teil des Familienlebens. Im gleichen Maß wächst Chajas Interesse an ihrer eigenen Herkunft und Kulturgeschichte, äußert sich in der Wandlung zum Beispiel ihrer Kleidung zu einem konservativen Stil, Zurückhaltung, Toleranz und dem Zurückhalten unüberlegter Kritik ihr „unverständlichen“ Lebensweisen gegenüber.
Im offensichtlichen Gegensatz zu ihrer zu Beginn des Films plakativ dargestellten „provokativen“ Art, wird Chaja sensibilisiert für die vermeintlich „kleinen, alltäglichen Diskriminierungen“ im heutigen europäischen Alltag, die ihre jüdischen Mitbürger im Antwerpen der 1970er Jahre als „selbstverständlich“ hinnehmen. Beispiele: Der Hauswart als überkarikiert dargestellte Figur, vereinsamt und seinen Lebensunmut an der Familie Kalman auslassend, als zwei oberflächlich höfliche Polizisten Chajas „verwirrten“ Vater nach Hause bringen, die Schmierereien im Park, ihre Freundin Sofie, die auf Chajas jüdische Herkunft mit Vorurteilen reagiert – den gleichen, die Chaja selbst zu Beginn des Films gegenüber der Lebensweise der Chassidim hegte.
Die letzten zehn Minuten des bewegenden Films, der insgesamt einen feinen Sinn für die ironischen Seiten des Alltags hat, mögen auf den ersten oberflächlichen Blick befremdend wirken: Für Simchas tragischen Unfalltod (Chaja war währenddessen eine Woche von Frau Kalman „beurlaubt“), wird von Teilen der chassidischen Gemeinde Chaja die Verantwortung zugesprochen. Nicht aber von Familie Kalman: Aufschlussreich kann der Dialog von Herrn Apfelsnitt mit Chaja und eine der zwei Szenen an der Beerdigung Simchas sein – Frau Kalman schneidet den Kragen von Chajas Kleid zum Zeichen der Trauer zu einem langen Riss ein (als Zeichen des einschneidenden Verlusts eines geliebten Menschen) und nimmt sie mit diesem Ritual in die Familie auf.
In der Schlussszene scheint Chaja die „verschrobene Besessenheit“ ihres Vaters (und indirekt dargestellt, auch ihrer Mutter) akzeptieren und verstehen, sogar teilen zu können, und ihre eigene kulturelle Identität als moderne junge Frau jüdischer Herkunft und Tradition gefunden zu haben, und den filmischen Aufruf zu gegenseitiger Toleranz und Respekt vor dem Leben verinnerlicht zu haben.

## Auszeichnungen
Internationale Filmfestspiele Berlin 1998
- 1998 – „Blauer Engel“ (AGICOA-Preis) für den besten europäischen Film im Wettbewerbsprogramm
- 1998 – „Preis der Gilde deutscher Filmkunsttheater“[2] (Jeroen Krabbé)
- 1998 – Isabella Rossellini: „Spezielle Erwähnung“ für „außerordentliche Darstellung“
- 1998 – Nominierung für den „Goldenen Bären“ an der 48. Berlinale

Weitere Filmpreise
- 1998 – „British Independent Film Award“ (BIFA): Nominierung für „Best Foreign Independent Film – English Language“[3]
- 1998 – „Internationales Filmfest Emden“: Jeroen Krabbé – „Emden Film Award“[4][5]
- 1998 – „Nederlands Film Festival“: Jeroen Krabbé – „Grolsch Film Award“[6]

## Filmkritiken
„Mit ‚Kalmans Geheimnis‘ hat Schauspieler Jeroen Krabbé (‚Auf der Flucht‘, ‚Herr der Gezeiten‘) ein beeindruckendes Regie-Debüt geschaffen: ein vielschichtiges, gefühlvolles Drama über die Suche einer unkonventionellen jungen Frau nach ihrer jüdischen Identität und die Erinnerung an die schmerzvolle Vergangenheit der Erwachsenen-Generation.“

„Mit seinem ersten Film hat Jeroen Krabbé ein kleines Meisterwerk abgeliefert. Es ist ihm nicht nur gelungen, die Wunden aufzuzeigen, die der Holocaust hinterließ, sondern dem Zuschauer auch die Welt der strenggläubigen Juden auf eine eindringliche Art näherzubringen.“

„Eine einfühlsame Geschichte über das Leben nach dem Holocaust präsentiert der Niederländer Jeroen Krabbe mit seinem Regie-Debüt ‚Kalmans Geheimnis‘. Ein wunderbar besetzter Film, der für Toleranz zwischen Generationen und Kulturen eintritt.“

„Der Niederländer Jeroen Krabbe, als Schauspieler unter anderem bekannt aus ‚Der vierte Mann‘ und Bond-Bösewicht, präsentiert mit seinem Regie-Debüt eine einfühlsame Geschichte über das Leben nach dem Holocaust. Krabbe tritt mit seinem wunderbar besetzten Film für Toleranz zwischen Generationen und Kulturen ein.“

„… Der Film leidet jedoch unter einer verkrampft wirkenden Schauspieler-Führung und einer eher unglücklichen Besetzung. Die aufgesetzt wirkende Melodramatik nimmt der humanen Botschaft viel von ihrer Vitalität.“

„Mit seinem Regiedebüt hat sich der Schauspieler Jeroen Krabbé überhoben: Themen wie Holocaust und religiöser Fanatismus handelt er schablonenhaft und bleischwer ab.“

„Anfangs wirkt das Regie-Debut von Schauspieler Gerome Crabbet, der hier auch mitspielt, durchaus bewegend, aber spätestens nach der Hälfte ist die Luft raus, weil die Story viel zu überladen ist … Noch dazu agieren viele Darsteller – wie Isabella Rossellini, Maximilian Schell oder Marianne Sägebrecht – weit unter Niveau. Langweilig.“